# Дрізд-короткодзьоб іржастий
Дрізд-короткодзьоб іржастий(Catharus occidentalis) — вид горобцеподібних птахів родини дроздових (Turdidae). Ендемік Мексики. Його природне середовище проживання — субтропічні або тропічні вологі гірські ліси.

## Опис
Тім'я, спина і крила коричневі. Обличчя світло-сіре. Горло і черево світло-сірі. Груди світло-сірі з темними плямами. Молоді екземпляри мають більшу щільність плям на грудях і боках.